# Socorro de Goes
El socorro de Goes fue la llegada de refuerzos españoles a la ciudad de Goes, en los Países Bajos Españoles, en agosto de 1572, mientras era objeto de asedio por parte de las fuerzas neerlandesas con apoyo de las tropas inglesas, durante el transcurso de la Guerra de los Ochenta Años. Esto suponía una amenaza para la seguridad de la ciudad vecina de Middelburg, también bajo asedio.
Ante la imposibilidad de socorrer a Goes por mar, tres mil soldados de los tercios españoles bajo el mando de Cristóbal de Mondragón vadearon el río Escalda por su desembocadura caminando durante la noche quince kilómetros con el agua a la altura del pecho. La llegada por sorpresa de los tercios provocó la retirada de las tropas anglo-neerlandesas de Goes, permitiendo a los españoles mantener el control de Middelburg, capital de Walcheren.

## Contexto
Hacia 1566 surgieron en los Países Bajos, en aquella época pertenecientes al Imperio español, una serie de revueltas contra las autoridades españolas, provocadas principalmente por las imposiciones religiosas y fiscales de éstas hacia la población holandesa. En 1567-1568 el conflicto se recrudecería, desembocando en la guerra de los Ochenta Años o guerra de Flandes.
En abril de 1572 los mendigos del mar, rebeldes holandeses alzados contra España, tomaron Brielle, primera ciudad conquistada en el transcurso de la guerra. Otras ciudades de la provincia de Zelanda pronto se unirían a los rebeldes, y a mediados de 1572 solo quedaban bajo control español Middelburg y Arnemuiden en la isla de Walcheren, y Goes (también llamada Tergoes) en la isla de Zuid-Beveland, todas ellas bajo asedio o amenazadas por las fuerzas neerlandesas bajo el estatuderato de Guillermo de Orange con apoyo de tropas inglesas enviadas por Isabel I.

## Asedio de Goes
Jerome de Tseraarts, gobernador de Flesinga al mando de las fuerzas neerlandesas en la isla de Walcheren, había intentado poco antes el asedio de Goes, habiendo sido repelido por la guarnición de la ciudad al mando de Isidro Pacheco. El 26 de agosto de 1572, al frente de siete mil soldados, entre los que había mil quinientos ingleses al mando de Thomas Morgan y Humphrey Gilbert, y una flota de cuarenta naves, Tseraarts volvió a sitiar la ciudad.
La guarnición española de Goes, muy inferior en número, no resistiría el asedio durante mucho tiempo sin recibir refuerzos.
Fernando Álvarez de Toledo, III duque de Alba, gobernador de los Países Bajos en nombre de Felipe II de España, ordenó a Sancho Dávila, estacionado con sus tropas en Brabante Septentrional, enviar auxilio a Goes. La presencia en la zona de la flota de los mendigos del mar capitaneados por Peterson Worst impidió que la ayuda pudiera ser enviada por vía marítima.

## Socorro de Goes

### Planificación
El río Escalda, antes de su desembocadura en el mar del Norte, se dividía en dos brazos que fluían en direcciones distintas: el Oosterschelde salía hacia el norte; el Westerschelde corría hacia el oeste. Entre estos dos brazos se encontraban las islas de Walcheren y Zuid-Beveland, al norte de la cual se encontraba Goes. Por el poco desnivel del Escalda, la zona comprendida entre Zuid-Beveland y Brabante era una llanura permanentemente anegada y expuesta a las mareas del mar del Norte y a las corrientes del río. Cuando la marea bajaba el río tenía entre metro y metro y medio de profundidad; cuando subía podía llegar a tres metros como media.
El capitán Plomaert, flamenco al servicio de los españoles, acompañado por dos lugareños conocedores del terreno, estudió la posibilidad de hacer pasar a las tropas españolas vadeando el Oosterschelde a pie, aprovechando las horas de la marea baja.

### Travesía del Escalda
El plan de Plomaert fue presentado a Sancho Dávila y a Cristóbal de Mondragón, que lo aceptaron como viable, y para su puesta en práctica Mondragón reunió en Woensdrecht (en las cercanías de Bergen op Zoom) una fuerza de tres mil piqueros españoles, valones y alemanes de los tercios.

Los Países Bajos a finales de 1572.

Al anochecer del 20 de octubre Mondragón y sus hombres precedidos por Plomaert y sus guías se adentraron en el río, cada uno de ellos provistos de un saco con pólvora y provisiones que deberían sujetar por encima de la cabeza y en la punta de las picas durante toda la travesía. Durante la noche cruzaron los 15 km que les separaban de la orilla opuesta, con el agua a la altura del pecho, hundiéndose en el fondo lodoso, soportando el oleaje y las corrientes de la desembocadura del río y apurados por la inminente subida de la marea.

### Ataque de los tercios
Poco antes del amanecer alcanzaron la orilla de Zuid-Beveland a la altura de Yerseke, a unos veinte kilómetros de Goes, habiendo perdido solo nueve hombres ahogados en la travesía del río (un número mínimo de bajas comparado con la peligrosidad de la misión), y avanzaron en dirección a su objetivo. Las tropas anglo-neerlandesas que asediaban Goes, sorprendidas ante la llegada inesperada de los tercios, a los que esperaban ver llegar por alguno de los puertos de la isla, abandonaron el asedio y emprendieron apresuradamente la retirada hacia sus naves, perseguidos por los soldados de Mondragón, que todavía alcanzaron su retaguardia causándole más de ochocientas bajas.

## Consecuencias
La retirada anglo-holandesa de Goes permitiría a las tropas españolas aliviar temporalmente el asedio sobre Middelburg, capital de Zelanda; la ciudad resistiría hasta su rendición en febrero de 1574.
A finales de 1572, Goes, Arnemuiden, Middelburg y Rammekens seguirían bajo control español. Middleburg seguiría bajo asedio hasta su rendición en febrero de 1574. La isla de Schouwen, incluyendo Zierikzee, quedarían en manos de las fuerzas neerlandesas.
La ciudad permanecería en poder español, hasta la retirada de las tropas en 1576 según lo acordado en la Pacificación de Gante y el Edicto Perpetuo.

## Evocaciones
Pedro Calderón de la Barca escribo sobre la actuación de estos soldados.

Estos son españoles: ahora puedo 

hablar encareciendo estos soldados, 

y sin temor, pues sufren a pie quedo 

con buen semblante, bien o mal pagados. 

Nunca la sombra vil vieron del miedo, 

y aunque soberbios son, son reportados. 

Todo lo sufren en cualquier asalto; 

sólo no sufren que les hablen alto.

Y también por parte de Fadrique Furió Ceriol, censor de los “Comentarios” de Bernardino de Mendoza.

Entre otras hazañas memorables y dignas de eterna memoria, se verán aquí aquellas dos nunca assaz loadas: que esta nación y las demás por dos vezes, con escuadrón formado del modo que se pudo, vadeó el mar océano desde tierra firme a las Islas de Zeelanda, de noche y con frío, por distancia de dos leguas, con agua a los pechos, a la garganta y a ratos más arriba, por donde algunos se anegaron en ella; y llegados de la otra parte, hambrientos, desnudos, mojados, tiritando de frío, cansados y pocos, cerraron con los enemigos, que eran muchos más en número y estavan hartos, armados y descansados y atrincheados, y los hizieron huir a espadas bueltas.